# Sarcomphalus amole
Sarcomphalus amole es una especie de arbusto o árbol fanerógrama de la familia Rhamnaceae. 

## Descripción
Es un arbusto o árbol pequeño que alcanza un tamaño de 12 m de altura, con las ramas jóvenes verdes, a veces tiene espinas. Las hojas tienen forma ovalada o a veces un poco redondeadas. Las flores son un poco velludas. Los frutos son globosos y pequeños, de color rojizo.

## Distribución y hábitat
De origen desconocido, habita en clima cálido y semiseco entre los 40 y los 2 100 metros, asociado al bosque tropical caducifolio, matorral xerófilo y bosque de pino-encino.

## Taxonomía
La especie fue descrita iniciamente como Rhamnus amole por Martín Sessé y Lacasta y José Mariano Mociño y publicada en Plantae Nouae (sic) Hispaniae... 38, en 1888, hoy en día es tanto un sinónimo como el basónimo de esta. Más adelante, sería transferida al género Ziziphus por Marshall Conring Johnston en American Journal of Botany 50(10): 1021–1022, f. 1, en 1963, nombre científico que también es un sinónimo actualmente; y ulteriormente sería transferida al género Sarcomphalus por Frank Hauenschild en Taxon 65(1): 55, en 2016.

#### Etimología
Véase: Sarcomphalus
amole: epíteto que proviene de los vocablos náhuatl atl; "agua", y molli; "guisado"; "guisado de agua o jabón", por el parecido a un potaje en ebullición que se adquiere al macerar los bulbos y rizomas que se usan como jabón y la espuma que producen al contacto con el agua.

## Nombres comunes
- Español: Amole, amolli (náhuatl), amulli (náhuatl), amole dulce, amolillo, ceituna, cholulo, corongoro, frutilla, jabón, limoncillo, manzanita, manzanita de costoche, nanche ceituna, nanche de la costa, naranjillo.[7][8]